# Wilbur Thompson
Wilbur Marvin „Moose” Thompson (ur. 6 kwietnia 1921 we Frankfort w stanie Dakota Południowa, zm. 25 grudnia 2013 w Long Beach) – amerykański lekkoatleta, specjalista pchnięcia kulą, mistrz olimpijski z Londynu.
Thompson zaczął osiągać znaczące wyniki jako lekkoatleta, kiedy uczęszczał do szkoły średniej i college’u w Modesto. Później zapisał się na Uniwersytet Południowej Kalifornii.  Sukcesy jednak przyszły, gdy w 1946 powrócił ze służby wojskowej. W tym roku zajął 2. miejsce na akademickich mistrzostwach USA (NCAA).
Zakwalifikował się na igrzyska olimpijskie w 1948 w Londynie, gdzie zwyciężył przed dwoma kolegami z reprezentacji Stanów Zjednoczonych (Jimem Delaney’em i Jamesem Fuchsem) oraz Polakiem Mieczysławem Łomowskim. Wynik Thompsona – 17,12 m był nowym rekordem olimpijskim i pozostał jego rekordem życiowym.
Nigdy nie udało mu się zwyciężyć w mistrzostwach Stanów Zjednoczonych.